# 安妮玛丽·施瓦岑巴赫
安妮玛丽·施瓦岑巴赫（德語：Annemarie Minna Renée Schwarzenbach，1908年5月23日—1942年11月15日），是20世纪的瑞士作家、记者和摄影师，施瓦岑巴赫以她独特的中性化装扮而著称。她于纳粹党掌权以前在柏林从事记者工作，在那里她与小说家托马斯·曼的家人关系密切。作为一名摄影师，她一生的大部分时间都在国外度过，并曾与多名女性展开了恋人的关系。第二次世界大战期间，她在一次意外摔倒后死于头部受伤。

## 延伸阅读
- Robertson, Julia Diana. . HuffPost. 25 July 2017  [2023-02-25]. （原始内容存档于2021-05-06）.